# 일하는 세포
《일하는 세포》(일본어: はたらく細胞 영어: Cells at Work)는 일본의 만화가 시미즈 아카네(清水 茜)가 출판사 코단샤의 월간 소년 시리우스에서 2013년 3월호부터 2018년 9월호까지 연재한 만화이다. 사람의 몸속에 존재하는 세포들을 의인화해 그 세포들의 활동을 다룬다. 낱권책으로는 고단샤에서, 한국어판은 학산문화사에서 간행했다.
파생작으로는 《일하는 세포 BLACK》, 《일하는 세포 프렌드》, 《일하는 혈소판》, 《일하지 않는 세포》, 《일하는 세균 Neo》, 《일하는 세포 BABY》, 《일하는 세포 LADY》 가 있다. 파생작 중 《일하는 세포 BLACK》과 《일하는 세포 프렌드》, 《일하는 세포 LADY》, 《일하는 혈소판짱》은 학산출판사에서 우리말로 나왔다. 《일하는 세포 BABY》는 전자책으로만 나왔다.
TV 애니메이션은 2018년 7월 8일부터 9월 30일까지 1기로 방영, 특별판은 동년 12월 26일에 방영, 2021년 1월 9일부터 2월 27일까지 2기가 방영되었다. 대한민국에서는 애니맥스에서 2019년 8월 4일부터 9월 15일까지 매주 일요일 밤 10시에 우리말 더빙판으로 방영되었다. 또, 같은 TV 애니메이션 파생작인 《일하는 세포 BLACK》은 2021년 1월 10일부터 3월 21일까지 방영되었다.

## 줄거리
여기는 어떤 "사람"의 몸 속. 신참 적혈구 'AE3803'은 폐에 이산화 탄소를 운반하다가 길을 잃게 된다. 거기에 바닥(혈관내피세포)을 뚫고 폐렴 구균이 출현한다. 거리(체내)을 덮치기 시작한 균에게 죽을뻔한 AE3803은 'U-1146'이라는 백혈구가 달려가서 구제한다. 이 두 세포들을 위주로 세포들의 일상을 그려낸 작품이다.

## 애니메이션 목소리 출연

### 일본어판
- 노토 마미코: 내레이션
- 하나자와 카나: 적혈구 AE3803
- 마에노 토모아키: 백혈구 U-1146
- 오노 다이스케: 킬러(세포 상해성) T세포
- 이노우에 키쿠코: 대식 세포(매크로파지)
- 나가나와 마리아: 혈소판(리더)
- 사쿠라이 타카히로: 도움 T세포[1]
- 하야미 사오리: 조절 T세포[2]
- 오카모토 노부히코: 수지상 세포
- 치바 쇼야: B세포
- 유키나리 토아: 자연 살해(NK) 세포
- M·A·O: 호산구
- 엔도 아야: 선배 적혈구(AA5100)
- 요시노 히로유키: 폐렴 구균
- 쿠마가이 켄타로: 백혈구 4989번
- 사토 켄스케: 백혈구 2048번
- 야나기타 준이치: 백혈구 2626번
- 에고시 아키노리: 백혈구 2001번
- 나카하라 마이: 황색 포도상 구균
- 이와미 마나카: 혈소판(뒤로모자)
- 마츠카제 마사야: 화농성 연쇄상구균
- 우에키 신에이: 인플루엔자
- 야마모토 이타루: 장염 비브리오
- 타무라 무츠미: 나이브(미활성) T세포
- 노무라 켄지: 이펙터(활성) T세포
- 타케우치 료타: 기억 T세포
- 스기타 토모카즈: 호염기구
- 카와스미 아야코: 비만(마스트) 세포
- 나카무라 유이치: 기억세포
- 오키츠 카즈유키: 삼나무 화분 알레르겐
- 무라나카 토모: 골수구
- 히노 사토시: 호중구 선생님
- 키타자와 리키: 녹농균
- 이시다 아키라: 암세포
- 이시가미 시즈카: 순환군
- 히가시우치 마리코: 어린 킬러 T세포(미성숙 흉선 세포1)
- 코마츠 미카코: 어린 도움 T세포(미성숙 흉선 세포2)
- 코야마 리키야: 흉선 상피세포 교관
- 토리우미 코스케: 세레우스 균
- 이시카와 유이: 적혈구 후배(NT4201)
- 콘도 타카유키: 수혈 적혈구(DB5963)
- 후루카와 마코토: 라이노 바이러스
- 코바야시 유스케: 일반세포
- 요시다 유리: 유산균(검정)
- 타카하시 리에: 유산균(빨강)
- 후지와라 나츠미: 유산균(판다)
- 쿠보 유리카: 유산균(얼룩)
- 카이다 유코: 거핵구
- 사카 타이토: 장관상피세포
- 하야미 쇼: M세포
- 코바야시 다이키: 캄필로박터균
- 키요카와 모토무: 랑게르한스 세포
- 시마부쿠로 미유리: 모모 세포(꼬마)
- 무기히토: 모모 세포(장로)
- 시게마츠 신: 아크네균(대장)
- 하야시 다이치: 아크네균
- 후쿠하라 쥰: 파일로리균
- 타무라 유카리: 중립균

### 한국어판
- 전해리: 내레이션
- 강시현: 적혈구 AE3803
- 정재헌: 백혈구 U-1146
- 송준석: 킬러(세포 상해성) T세포
- 이지현: 대식 세포(매크로파지)
- 조경이: 혈소판(리더)
- 곽윤상: 도움 T세포[1]
- 장예나: 조절 T세포[2]
- 전광주: 수지상 세포
- 탁원정: B세포
- 최하나: 자연 살해(NK) 세포
- 김연우: 호산구, 순환이
- 소연: 선배 적혈구(AA5100)
- 김현욱: 폐렴 구균
- 김지율: 백혈구 4989번
- 최지훈: 백혈구 2048번
- 홍후백: 백혈구 2626번, 녹농균, 흉선 상피세포 교관
- 권성혁: 백혈구 2001번, 삼나무 화분 알레르겐, 땀샘 세포 대장
- 장미: 황색 포도상 구균, 혈소판(뒤로모자)
- 한만중: 화농성 연쇄상구균
- 이다은: 나이브(미활성) T세포
- 시영준: 이펙터(활성) T세포
- 한복현: 기억 T세포, 장염 비브리오
- 김승준: 호염기구
- 윤승희: 비만(마스트) 세포
- 채안석: 기억세포
- 신소윤: 골수구
- 오민혁: 호중구 선생님
- 민승우: 암세포
- 김두리: 어린 킬러 T세포(미성숙 흉선 세포1)
- 최윤정: 어린 도움 T세포(미성숙 흉선 세포2)
- 김신우: 세레우스 균
- 정유정: 적혈구 후배(NT4201)
- 홍진욱: 수혈 적혈구(DB5963)
- 박상훈: 라이노 바이러스

## 방영 목록

### 1기 (일하는 세포)
| 회차         | 제목                   | 원작 챕터 | 방송 일자 (일본) | 방송 일자 (대한민국/자막판) | 방송 일자 (대한민국/더빙판) |
| ------------ | ---------------------- | --------- | ---------------- | --------------------------- | --------------------------- |
| 1화          | 폐렴 구균              | 1권 1화   | 2018년 7월 8일   | 2018년 7월 11일             | 2019년 8월 4일              |
| 2화          | 찰과상                 | 1권 4화   | 2018년 7월 15일  | 2018년 7월 18일             | 2019년 8월 4일              |
| 3화          | 인플루엔자             | 1권 3화   | 2018년 7월 22일  | 2018년 7월 25일             | 2019년 8월 11일             |
| 4화          | 식중독                 | 2권 5화   | 2018년 7월 29일  | 2018년 8월 1일              | 2019년 8월 11일             |
| 5화          | 삼나무 꽃가루 알레르기 | 1권 2화   | 2018년 8월 5일   | 2018년 8월 8일              | 2019년 8월 18일             |
| 6화          | 적아구와 골수구        | 2권 7화   | 2018년 8월 12일  | 2018년 8월 15일             | 2019년 8월 18일             |
| 7화          | 암세포                 | 2권 8~9화 | 2018년 8월 19일  | 2018년 8월 22일             | 2019년 8월 25일             |
| 8화          | 혈액순환               | 3권 10화  | 2018년 8월 26일  | 2018년 8월 29일             | 2019년 8월 25일             |
| 9화          | 흉선 세포              | 3권 12화  | 2018년 9월 1일   | 2018년 9월 5일              | 2019년 9월 2일              |
| 10화         | 황색 포도상 구균       | 4권 15화  | 2018년 9월 9일   | 2018년 9월 12일             | 2019년 9월 2일              |
| 11화         | 열사병                 | 2권 6화   | 2018년 9월 16일  | 2018년 9월 19일             | 2019년 9월 8일              |
| 12화         | 출혈성 쇼크 (전편)     | 4권 17화  | 2018년 9월 23일  | 2018년 10월 3일             | 2019년 9월 8일              |
| 13화         | 출혈성 쇼크 (후편)     | 4권 18화  | 2018년 9월 30일  | 2018년 10월 3일             | 2019년 9월 15일             |
| 특별편 (OVA) | 감기 증후군            | 3권 11화  | 2018년 12월 26일 | 2019년 1월 11일             | 2019년 9월 15일             |

### 2기 (일하는 세포!!)
| 회차 | 제목             | 원작 챕터 | 방송 일자 (일본) | 방송 일자 (대한민국/자막판) | 방송 일자 (대한민국/더빙판) |
| ---- | ---------------- | --------- | ---------------- | --------------------------- | --------------------------- |
| 1화  | 혹               | 6권 26화  | 2021년 1월 9일   | 2021년 2월 21일             | 미정                        |
| 2화  | 획득 면역        | 3권 13화  | 2021년 1월 16일  | 2021년 2월 21일             | 미정                        |
| 2화  | 파이어판         | 3권 19화  | 2021년 1월 16일  | 2021년 2월 21일             | 미정                        |
| 3화  | 뎅기열           | 4권 16화  | 2021년 1월 23일  | 2021년 2월 22일             | 미정                        |
| 3화  | 여드름           | 3권 14화  | 2021년 1월 23일  | 2021년 2월 22일             | 미정                        |
| 4화  | 파일로리균       | 5권 20화  | 2021년 1월 30일  | 2021년 2월 22일             | 미정                        |
| 4화  | 항원변이         | 5권 21화  | 2021년 1월 30일  | 2021년 2월 22일             | 미정                        |
| 5화  | 사이토카인       | 5권 22화  | 2021년 2월 6일   | 2021년 2월 28일             | 미정                        |
| 6화  | 유해균           | 5권 23화  | 2021년 2월 13일  | 2021년 2월 28일             | 미정                        |
| 7화  | 암세포 II (전편) | 5권 24화  | 2021년 2월 20일  | 2021년 3월 1일              | 미정                        |
| 8화  | 암세포 II (후편) | 5권 25화  | 2021년 2월 27일  | 2021년 3월 1일              | 미정                        |